# Nufăru
Nufăru là một xã thuộc hạt Tulcea, România. Dân số thời điểm năm 2002 là 2423 người.